# Greimerath (Treviri-Saarburg)
Greimerath è un comune di 1.077 abitanti della Renania-Palatinato, in Germania.
Appartiene al circondario (Landkreis) di Treviri-Saarburg (targa TR) ed è parte della comunità amministrativa (Verbandsgemeinde) di Kell am See.

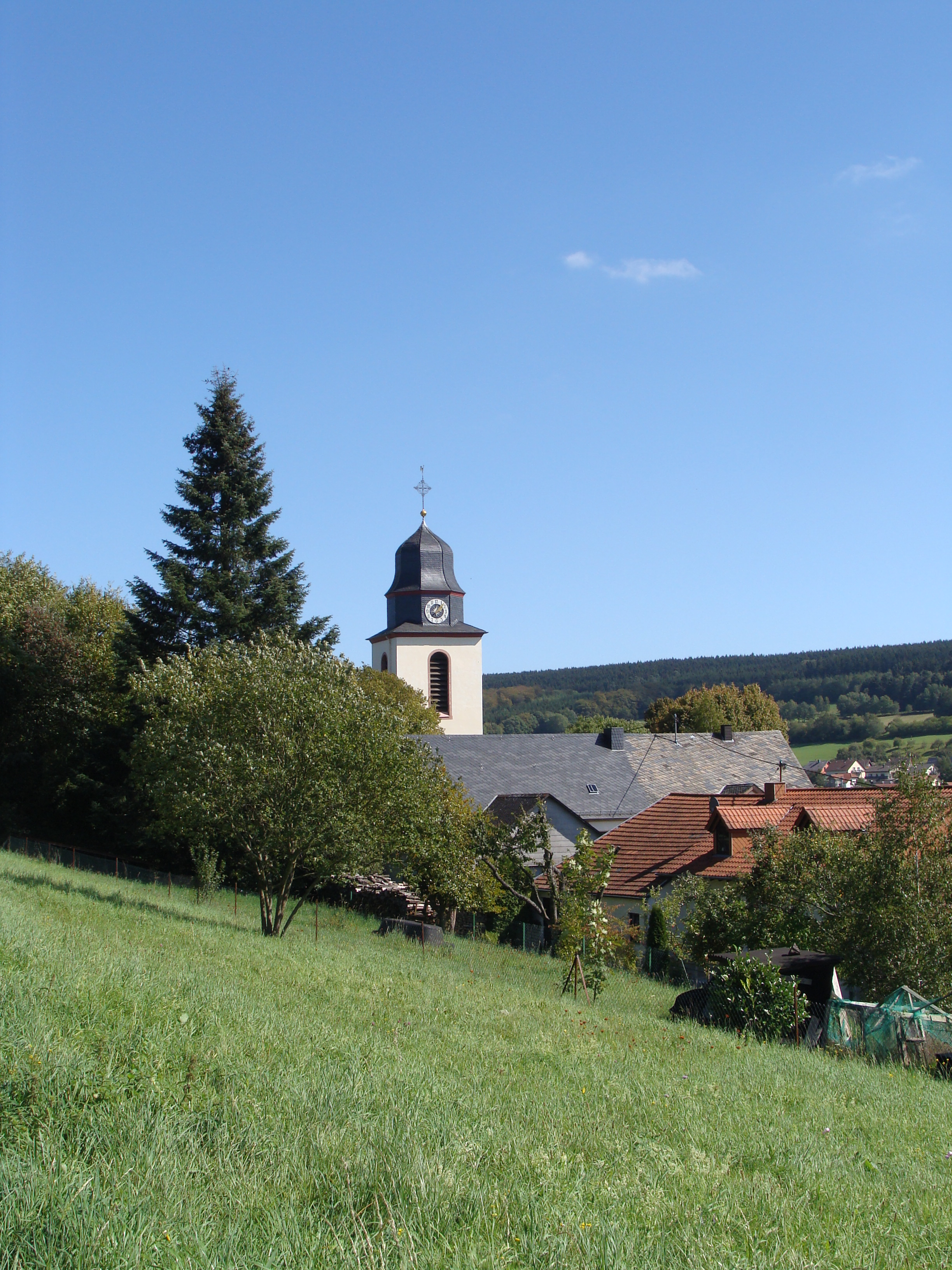
Greimerath, Chiesa di San Nicola.